# Montse Castellà Espuny
Montse Castellà Espuny (Tortosa, el Baix Ebre, 8 de juny de 1976) és una cantautora, escriptora i activista catalana.
Ha publicat sis discos: Orgànic (2023, U98 Music) -inclou duet amb Cesk Freixas, col·laboració de Montse Llussà i il·lustracions de Marc Brocal- Salicòrnia (2021, U98 Music), inclou duet amb Lluís Llach, il·lustracions d'Ignasi Blanch i versiona al català l'èxit de Joan Baez 'Diamonds and rust' com a 'Rovell i diamants', Punts de llibre (2018), A flor de tiempo, segell discogràfic de Paco Ibáñez) -duets amb Txarango, Paco Ibáñez i Eliseo Parra-, GEMINIS (Discmedi, 2011) -duet amb Pau Alabajos i Quico el Célio, el Noi i el Mut de Ferreries-, L'escriptor inexistent (L'indi Music, 2006),  i Todo es relativo (PICAP, 2005) -sota el nom d'Isla de Buda, grup que ella mateixa va crear i del qual n'era la cantant i compositora.Als seus discos ha comptat amb la participació de músics com Borja Penalba, Gorka Benítez, Amadeu Casas, Mario Mas o Josep Lanau 'Mitxum'. Lo 2020 publica el seu primer llibre Zoraida Burgos i Matheu (Onada Edicions), una biografia en format assagístic sobre la vida i l'obra d'esta poeta i bibliotecària tortosina, Creu de Sant Jordi el 2023.
Ha fet duets amb Joan Baez, Lluís Llach, Paco Ibáñez. i Txarango. A més, ha col·laborat amb Eliseo Parra, Cesk Freixas, Pau Alabajos, Marina Rossell, o Quico el Célio, el Noi i el Mut de Ferreries. Va participar en el treball col·lectiu Lo carrilet de la Cava i les cançons de Josep Bo, guanyador del Premi Enderrock al Millor Disc Folk 2010 per votació popular. Del 2016 al 2019 ha format part del projecte musical Les Kol·lontai, amb Meritxell Gené, Sílvia Comes i Ivette Nadal., que va guanyar el Premi Barnasants el 2017.
Ha estat tertuliana del programa radiofònic El matí de Catalunya Ràdio amb Mònica Terribas., del programa L'illa de Robinson d'El Punt Avui TV, del 'Tot es mou' de TV3, amb Helena Garcia Melero, del programa 'Opina Cat', de 8TV, i de RAC1, al programa d'estiu del cap de setmana 'Via lliure'. Actualment escriu un article setmanal al digital El Nacional.cat i també en va publicar un de trimestral a la revista musical catalana Enderrock.
Ha estat portaveu de la Plataforma Trens Dignes Terres de l'Ebre-Priorat i també de la Plataforma en Defensa de l'Ebre, que amb el crit de "Lo riu és vida" va aturar el transvasament inclòs dins el Pla hidrològic d'aquella època (principis del 2000). El 2017 rep el Premi Ambaixadora Ebrenca 2017, per la seua tasca cultural i social en defensa i promoció del seu territori, les Terres de l'Ebre. Ha estat una de les membres del Consell Assessor per a l'impuls d'un Fòrum Cívic i Social pel Debat Constituent.
Va ser cap del Gabinet de Laura Borràs i Castanyer al Departament de Cultura de la Generalitat de Catalunya des del mes de juny del 2018 fins a principis de gener del 2019.

## Discografia[calcitació]
En solitari
- Todo es relativo (2005, PICAP)
- L'escriptor inexistent (2006, L'indi music)
- GEMINIS (2011, Discmedi)
- Punts de llibre (2018, A flor de tiempo)
- Salicòrnia (2021, U98 Music)
- Orgànic (2023, U98 Music)